# Tasconera
La tasconera és un forat practicat en pedres grosses, emprada pels picapedrers i margers per obrir, xapar o esflorar pedra per esberlar-les.
El procediment tradicional, procedent del Neolític, era obrir a la roca una canal d'uns 30 ò 40 cm de fondària i 20 cm d'amplària, que s'omplia amb un tascó de fusta seca de forma cuneïforme que es remullava durant dies fins que augmentava la seva grandària i trencava la pedra. Amb el treball dels metalls es van usar tascons de metall i dues gangalles, peces de ferro molt primes entre les quals es fica el tascó per tal que no s'esgrani la pedra en direccions no desitjades, i en picar el tascó amb un mall. EI tascó fa aproximadament 13 cm de llargària i té una cabota de 3,5 cm de diàmetre. Cada gangalla fa 13 cm de llargària i 0,5 cm de gruix.
La tècnica emprada consisteix en col·locar un seguit de tasconeres dins els forats fets a la roca, seguint la línia per on es vol trencar o dins una regata, i es pica sobre la cabota del tascó amb la sola d'una picassa o amb un mall fins que es trenca la pedra.